# Bönninghausen (westfälisches Adelsgeschlecht)

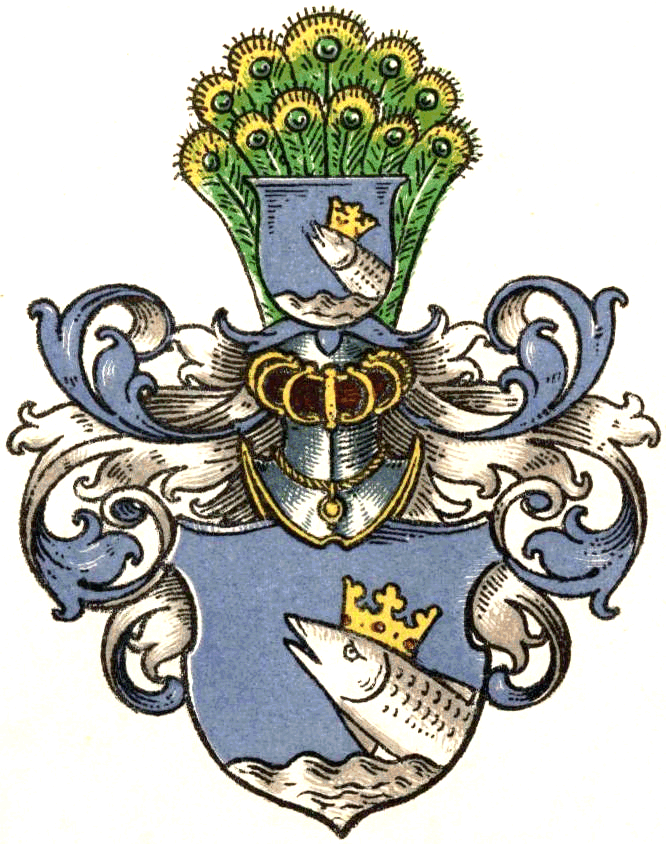
Wappen derer von Bönninghausen

Bönninghausen ist der Name eines westfälischen Uradelsgeschlechts der Grafschaft Mark. Es ist zu unterscheiden von den Grafen von Bönninghausen, den deutsch-baltischen Bönninghausen gen. Budberg und den deutsch-baltischen Bönninghausen in Riga.
Der Familie wurde 1634 der Reichsfreiherrenstand verliehen. Eine bürgerliche, von einem natürlichen Sohn abstammende Linie wurde in den Niederlanden 1822 in den Adel aufgenommen.

## Geschichte
Das Adelsgeschlecht führt seinen Namen wahrscheinlich nach dem Dorf Bönninghausen im Kreis Soest, heute ein Teil der Stadt Geseke. Die ersten Mitglieder der Familie erscheinen im frühen 15. Jahrhundert mit dem Namen Bodinchus. Sie gehörten der Ritterschaft des Amtes Iserlohn an. Dort besaß sie seit etwa 1500 das Gut Apricke. Daneben gab es einen Zweig, erbgesessen in Neheim und die Herren zu Bram im Kreis Hamm.
Der Generalfeldmarschall Lutter Dietrich von Bönninghausen (1598–1657) war der bekannteste Vertreter der Familie. Er wurde am 20. Mai 1634 in den erblichen Reichsfreiherrnstand erhoben.
Sein unehelicher Sohn war der Oberst Ferdinand Bönninghausen, der am 24. September 1684 in Raab, Ungarn, im Kampf gegen die Türken fiel. Ferdinands zunächst bürgerliche Nachkommenschaft wurde als „von Bönninghausen“ später zum westfälischen Adel gerechnet, ohne förmliche Erhebung in den Adels- oder Freiherrenstand. Nachkommen wurden als Briefadel in die niederländische Ritterschaft (1816) bzw. in den niederländischen Adel (1822) aufgenommen.
Die von Ferdinand abstammende niederländische Linie der Familie erwarb im 18. Jahrhundert das Landgut Herinkhave nahe Tubbergen in  Twente, das sie bis heute besitzt. Dieser Zweig wurde am 24. Februar 1816 in die Ritterschaft von Overijssel aufgenommen. Ludwig von Bönninghausen erbte 1905 von seiner Schwägerin Viginia von Heyden das Hohe Haus auf der Burg Nienborg im Münsterland, das Lodewyk von Bönnighausen (1909–2005) bis zu seinem Tode bewohnte und das heute einer Familienstiftung gehört. In den 1920er Jahren besaß der Landwirt Curt von Bönninghausen Gutsbesitz in Dudel, südöstlich von Berlin.

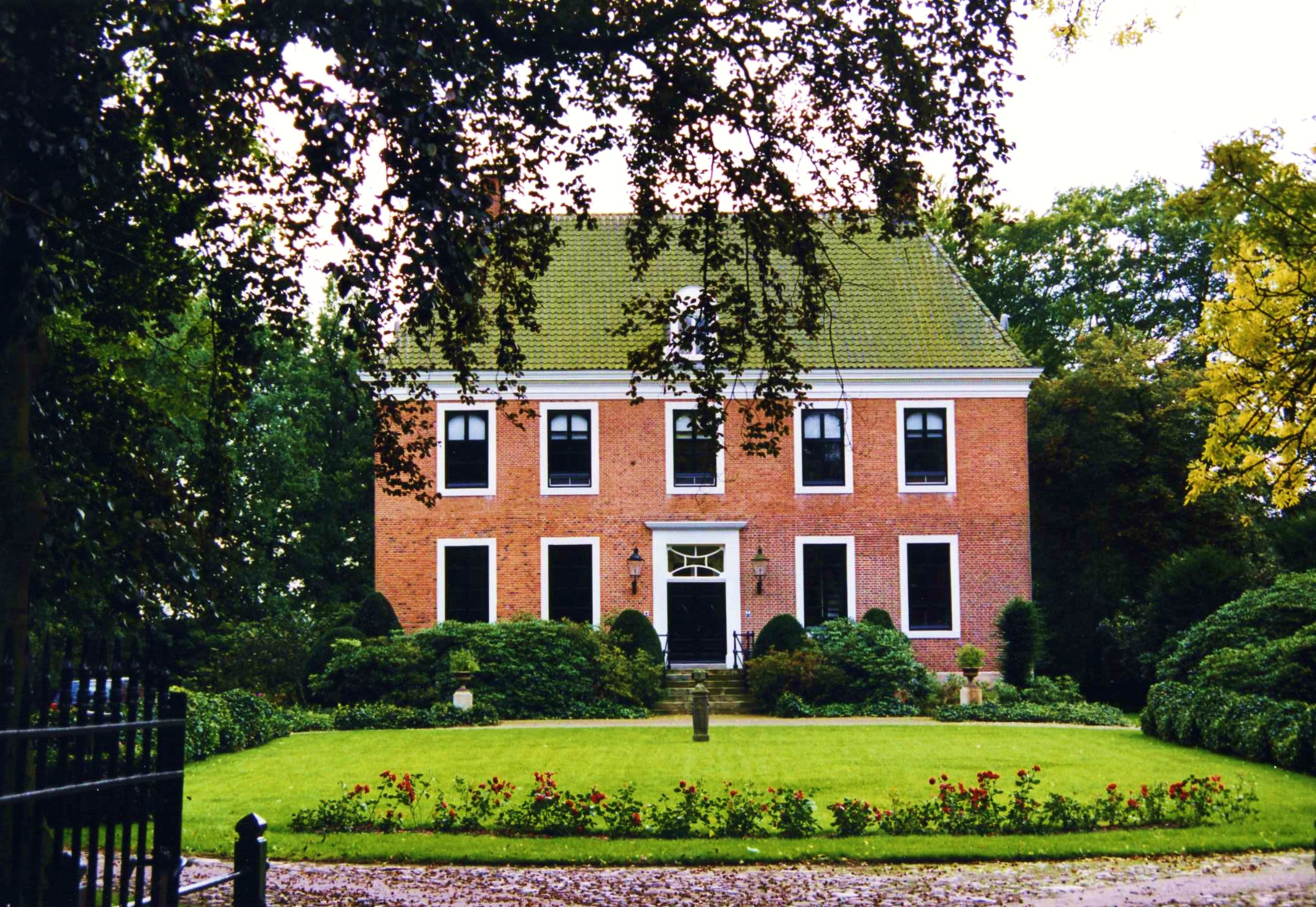
Haus Herinckhave, Tubbergen, Niederlande
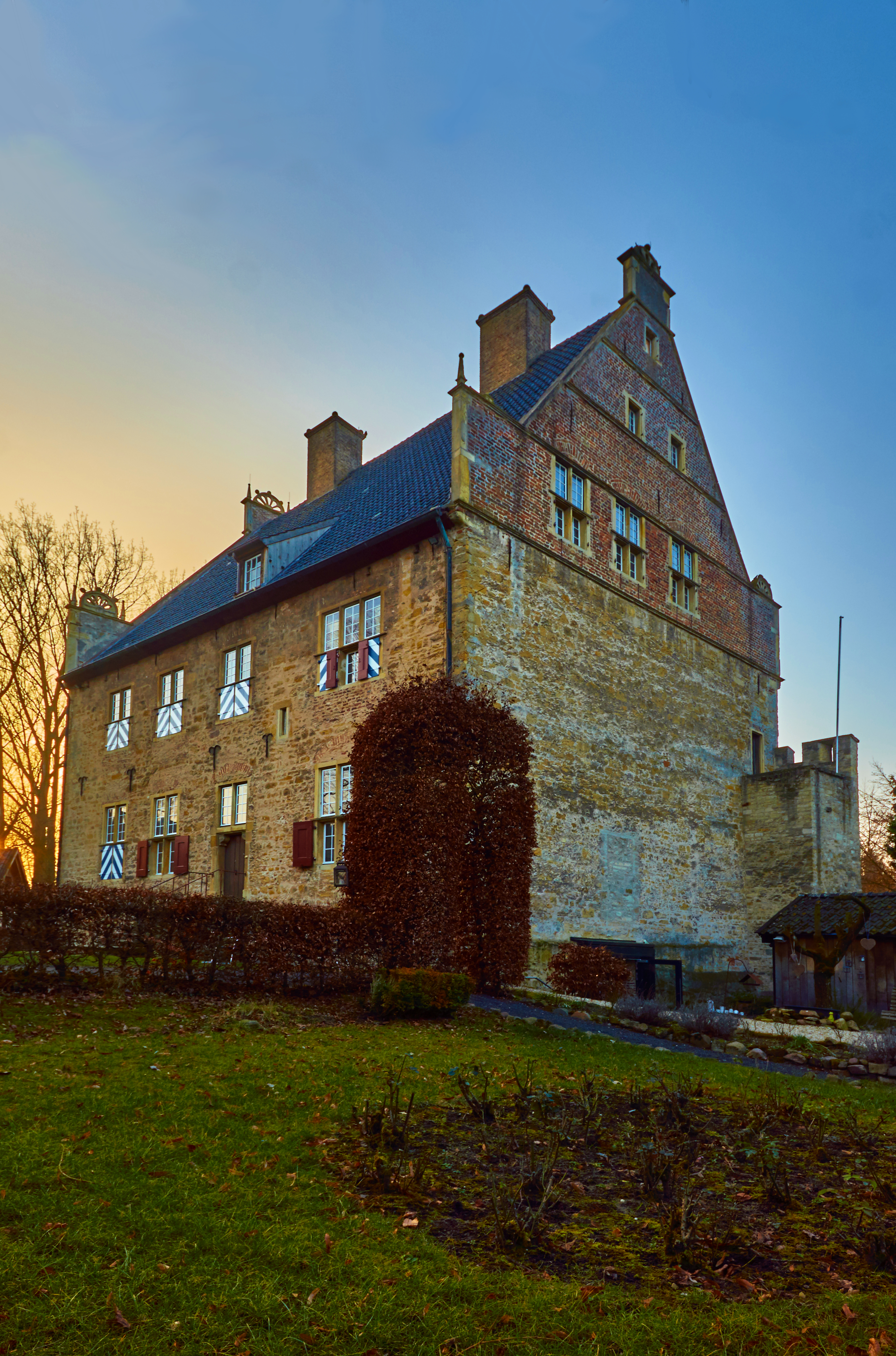
Hohes Haus auf Burg Nienborg, Münsterland

## Adelserhebungen
Dem Feldmarschallleutnant Lothar Dietrich von Bönninghausen (* 1598, † 1657) wurde am 20. Mai 1634 der Reichsfreiherrenstand verliehen. Seine Deszendenz wurde als von Bönninghausen zum westfälischen Adel gerechnet.
Der niederländische Zweig erhielt am 14. Juni 1822 das Recht, das Adelsprädikat Jonkheer zu führen.

## Wappen
In Blau ein aus dem unteren Schildrand (auch aus Wasser) nach rechts hervorwachsender gold gekrönter silberner Hecht. Auf dem Helm mit blau-silbernen Decken der Schild verkleinert, besteckt in zwei Reihen mit 12 natürlichen Pfauenfedern.

## Bekannte Mitglieder
- Clemens Maria Franz von Bönninghausen (1785–1864), preußischer Verwaltungsbeamter und Homöopath
- Lothar Dietrich von Bönninghausen (1598–1657), Feldmarschallleutnant im Dreißigjährigen Krieg
- August von Bönninghausen (1831–1904), Verwaltungsjurist und Landrat des Kreises Coesfeld
- Rudolf von Bönninghausen (1834–1916), Bürgermeister und Landrat
- Julius von Bönninghausen (1835–1889), Mitglied des preußischen Abgeordnetenhauses
- August Joseph von Bönninghausen (1841–1912), Arzt und Sanitätsrat
- Rudolf von Bönninghausen (1861–1929), Jurist und Landrat des Landkreises Gladbach
- Hermann von Bönninghausen (1888–1919), Leichtathlet, Olympiateilnehmer 1908 und 1912